# Johannes Gremper (Geistlicher)
 Johannes Gremper (* um 1455 in Laufenburg; † nach 1491) war ein deutscher Theologe und Notar.

## Leben

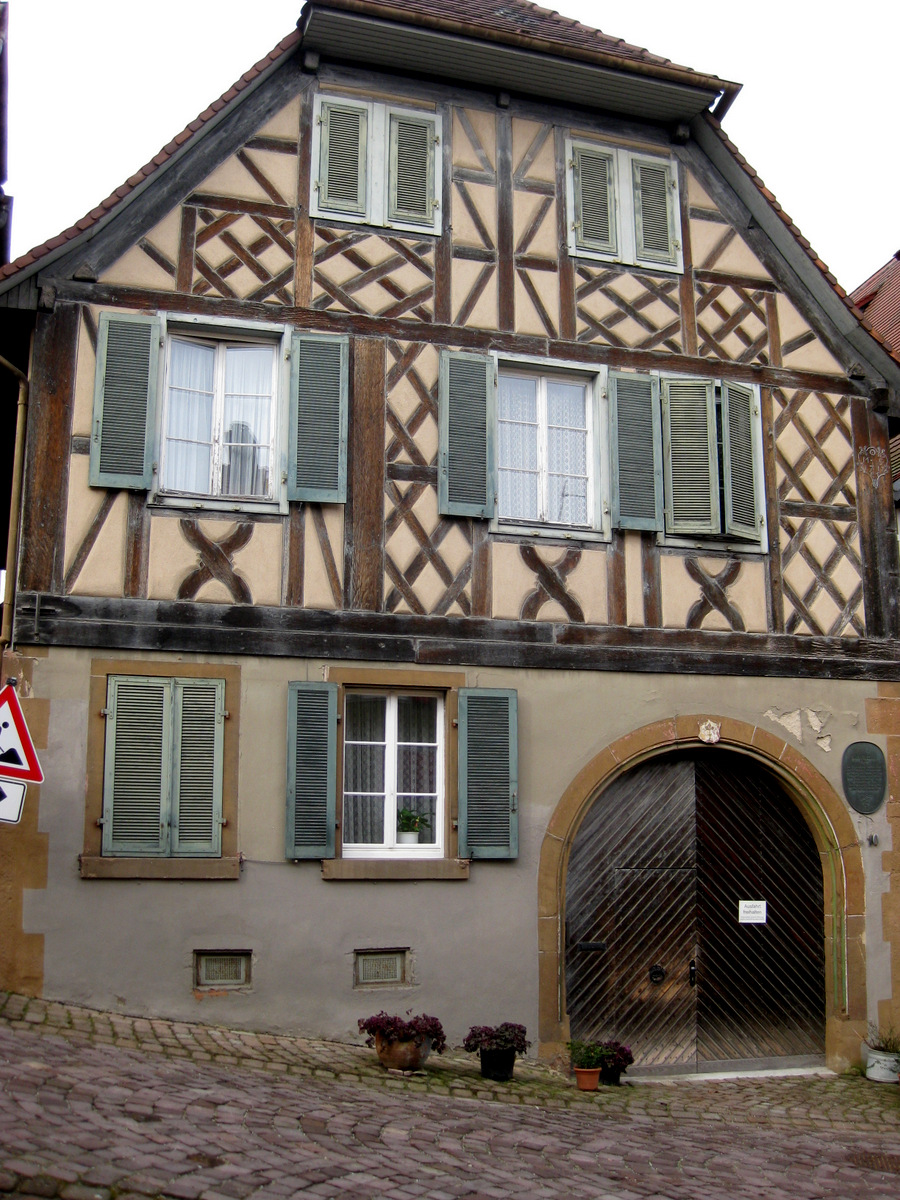
Angebliches Geburtshaus von Johannes Gremper in Ettenheim

Die Stadt Ettenheim/Baden bezeichnet eines ihrer Häuser als das Geburtshaus Grempers unter Bezug auf Karl Friedrich Vierordt. Dafür gibt es in den Quellen keine Anhaltspunkte, Gremper bezeichnet sich mehrfach aus Laufenburg. Der Name Gremper bedeutet Händler oder Höker.
Gremper ist als Student der Universitäten Heidelberg und Basel zwischen 1468 und 1472 mit einem Abschluss als Magister Artium nachweisbar. Eine weitere Nennung eines Johannes Gremper findet sich als kaiserlicher Notar in Laufenburg am Hochrhein.

## Hexenprozesse
Von dort aus führte er laut Sekundärliteratur, von dem Rat der Stadt Waldshut gerufen, 1479 den Prozess der Hexe von Waldshut, einen der ersten Hexenprozesse in Deutschland  (damals Vorderösterreich), der im Hexenhammer beschrieben ist. Dadurch dürfte er sich dem Dominikaner Heinrich Kramer, genannt Heinrich Institoris, seit 1478 Inquisitor von Oberdeutschland, empfohlen haben. In der von Institoris für Innozenz VIII. vorbereiteten Hexenbulle Summis desiderantes affectibus vom Dezember 1484 wird Gremper namentlich als Theologe der Diözese Konstanz, Magister, Notar und Gehilfe der Inquisition aufgeführt. Zeitgenössische Quellenbelege zu diesen Angaben konnten noch nicht ermittelt werden.
1485 erhielt Gremper eine Kaplansstelle in der Stadt Ravensburg. 1486 war er dort als Gehilfe von Kramer in zwei weitere Hexenprozesse involviert. Am 1. Januar 1488 siegelte Meister Hanns Gremprer, Pfarrer zu Isny, für Pfaff Johann Buffler von Isny. 1491 erhielt er eine Pfründe in Altdorf bei Weingarten.

## Ein jüngerer Johannes Gremper
Ab 1501 erscheint an der Universität Wien ein Johannes Gremper aus Rheinfelden, später Sekretär und Freund des Johannes Cuspinian. Er kann aber nicht mit dem älteren Johannes Kremper identisch sein, da er 1501 um die Zulassung zum Baccalaureats-Examen ersuchte.